# Minimizzazione del rischio empirico
Nella teoria dell'apprendimento statistico, la minimizzazione del rischio empirico (in inglese empirical risk minimization, da cui la sigla ERM) è un principio che definisce una famiglia di algoritmi di apprendimento e viene utilizzato per fornire limiti teorici alle loro prestazioni.
L'idea centrale è che non è possibile sapere esattamente quanto bene funzionerà un algoritmo nella pratica (il "rischio vero") perché è ignota la vera distribuzione dei dati su cui lavorerà l'algoritmo, ma è invece possibile misurarne le prestazioni su un insieme di dati di addestramento noto (il rischio "empirico").

## Contesto
In molti problemi di apprendimento supervisionato, l'impostazione generale prevede due spazi {\displaystyle X} e {\displaystyle Y} con l'obiettivo è conoscere una funzione {\displaystyle h\colon X\to Y} (spesso chiamato ipotesi) che genera un oggetto {\displaystyle y\in Y}, dato {\displaystyle x\in X}. Per fare ciò, si utilizza un training set con {\displaystyle n} campioni {\displaystyle \{(x_{1},y_{1}),\ldots ,(x_{n},y_{n})\}} dove {\displaystyle x_{i}\in X} è un input e {\displaystyle y_{i}\in Y} è la risposta corrispondente da cui desideriamo ottenere {\displaystyle h(x_{i})} .
In modo più formale, viene assunta l'esistenza di una distribuzione di probabilità congiunta {\displaystyle P(x,y)} su {\displaystyle X} e {\displaystyle Y}, e che i campioni del training set{\displaystyle \ (x_{1},y_{1}),\ldots ,(x_{n},y_{n})} siano stati estratte in maniera i. i. d. da {\displaystyle P(x,y)}. Si noti che l'assunzione di una distribuzione di probabilità congiunta consente di modellizzare l'incertezza nelle previsioni (ad esempio dal rumore nei dati) perché {\displaystyle y} non è una funzione deterministica di {\displaystyle x}, ma piuttosto una variabile casuale con distribuzione condizionale {\displaystyle P(y|x)} per un fisso {\displaystyle x} .
Si assuma inoltre di avere una funzione obiettivo a valori reali non negativa {\displaystyle L({\hat {y}},y)} che misura quanto sia diversa la previsione {\displaystyle {\hat {y}}} di un'ipotesi dal vero risultato {\displaystyle y.} Il rischio associato all'ipotesi {\displaystyle h(x)} viene quindi definita come il valore atteso della funzione obiettivo:
{\displaystyle R(h)=\mathbf {E} [L(h(x),y)]=\int L(h(x),y)\,dP(x,y).}
Una funzione obiettivo comunemente usata in teoria è la funzione 0-1:
{\displaystyle L({\hat {y}},y)={\begin{cases}1&{\mbox{se}}\quad {\hat {y}}\neq y\\0&{\mbox{se}}\quad {\hat {y}}=y\end{cases}}} .
L'obiettivo finale di un algoritmo di apprendimento è trovare un'ipotesi {\displaystyle h^{*}} tra una classe fissa di funzioni {\displaystyle {\mathcal {H}}} per cui il rischio {\displaystyle R(h)} è minimo:
{\displaystyle h^{*}={\underset {h\in {\mathcal {H}}}{\operatorname {arg\,min} }}\,R(h).}
Per problemi di classificazione, il classificatore di Bayes è definito come il classificatore che minimizza il rischio definito con la funzione di perdita 0-1.

## Minimizzazione del rischio empirico
In generale, il rischio {\displaystyle R(h)} non può essere calcolato perché la distribuzione {\displaystyle P(x,y)} è sconosciuto all'algoritmo di apprendimento (questa situazione viene definita apprendimento agnostico). Tuttavia, si calcola un'approssimazione, chiamata rischio empirico, che corrisponde alla media della funzione obiettivo sul training set:
{\displaystyle R_{\text{emp}}(h)={\frac {1}{n}}\sum _{i=1}^{n}L(h(x_{i}),y_{i}).}
Il principio della minimizzazione del rischio empirico afferma che l'algoritmo di apprendimento dovrebbe scegliere un'ipotesi {\displaystyle {\hat {h}}} che minimizza il rischio empirico:
{\displaystyle {\hat {h}}={\underset {h\in {\mathcal {H}}}{\operatorname {argmin} }}\,R_{\text{emp}}(h).}
Pertanto l'algoritmo di apprendimento definito dal principio ERM consiste nella risoluzione del problema di ottimizzazione sopra descritto.

## Proprietà

### Complessità computazionale
È noto che la minimizzazione del rischio empirico per un problema di classificazione con una funzione 0-1 sia un problema NP-difficile anche per una classe di funzioni relativamente semplice come i classificatori lineari. Tuttavia, può essere risolto in modo efficiente quando il rischio empirico minimo è zero, ovvero i dati sono separabili linearmente.
In pratica, gli algoritmi di apprendimento automatico affrontano questo problema utilizzando un'approssimazione convessa alla funzione 0-1 (come la hinge loss per SVM), che è più facile da ottimizzare, o imponendo ipotesi sulla distribuzione {\displaystyle P(x,y)}.